# Вараждинська жупанія (Королівство Хорватія і Славонія)

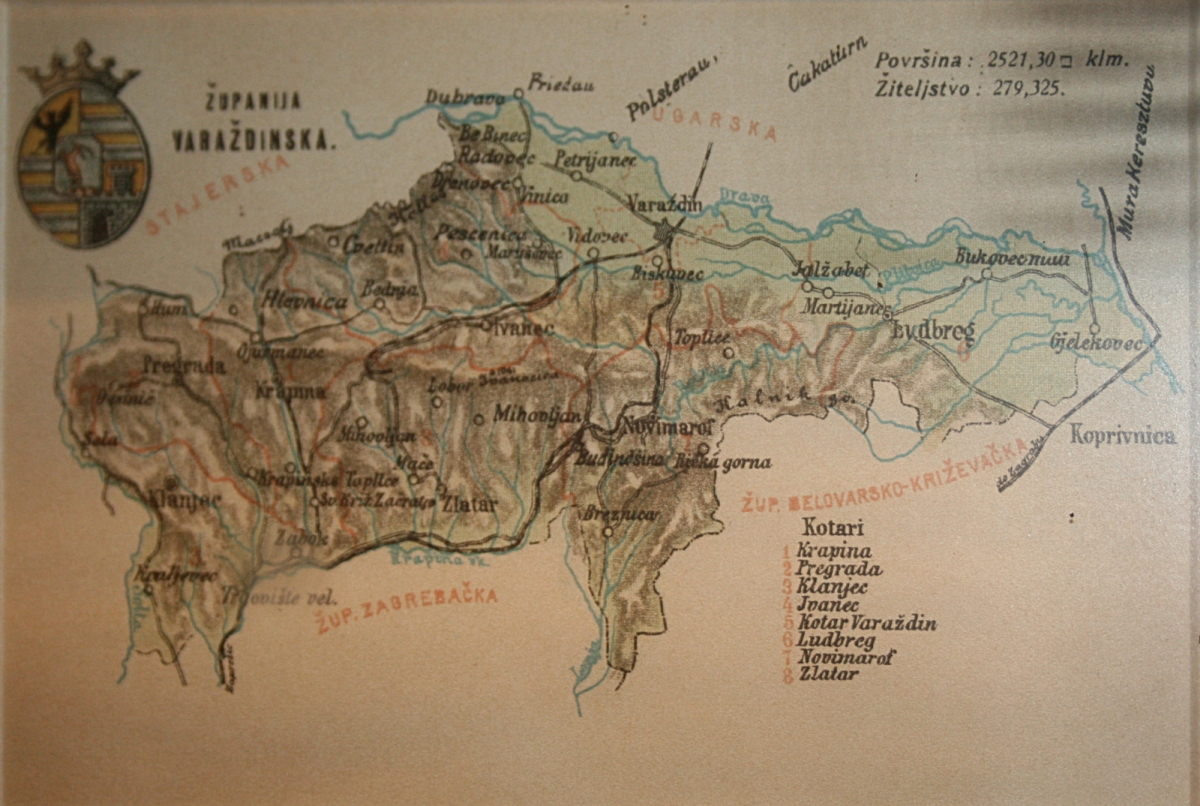
Історична карта Вараждинської жупанії

Вараждинська жупанія (хорв. Varaždinska županija, угор. Varasd vármegye) — адміністративно-територіальна одиниця (жупанія) Королівства Хорватія і Славонія, центром якої був Вараждин.

## Положення
Жупанія межувала з австрійською Штирією, угорським комітатом Зала і хорватсько-славонськими Загребською та Б'єловарсько-Крижевецькою жупаніями. Її північну межу утворювала річка Драва.

## Історія
Територія Вараждинської жупанії належала до Хорватського королівства, яке 1102 року вступило в особисту унію з Угорським королівством, а 1526 року спільно з ним увійшло в монархію Габсбургів. У часи Військового порубіжжя територія жупанії лежала в межах Вараждинського генеральства. Після 1607 року посада керівника жупанії (жупана) стала спадковою і була закріплена за дворянською родиною Ердьодів.
1918 року, коли хорватський парламент розірвав державно-правові відносини з Австрією та Угорщиною, жупанія опинилась у Державі словенців, хорватів і сербів, а 4 червня 1920 року, згідно з Тріанонським договором, увійшла до Королівства СХС, де (за винятком Меджимур'я) разом із Загребською жупанією в 1924 році потрапила до складу новоствореної Загребської області.

## Населення
1900 року жупанія налічувала 279 448 жителів, які поділялися на такі мовні спільноти:
- хорватська: 270 897 (96,9%)
- сербська: 2 464 (0,9%)
- німецька: 1 654 (0,6%)
- угорська: 1 061 (0,4%)
- словацька: 126 (0,0%)
- руська: 4 (0,0%)
- румунська: 1 (0,0%)
- інші чи невідомі: 3 241 (1,2%)

Згідно з переписом населення 1900 р., жупанія включала такі релігійні громади:
- римокатолики: 275 111 (98,5%)
- православні серби: 2 502 (0,9%)
- юдеї: 1 612 (0,6%)
- лютерани: 161 (0,0%)
- кальвіністи: 31 (0,0%)
- грекокатолики: 26 (0,0%)
- унітаріани: 0 (0,0%)
- інше чи невідомі: 5 (0,0%)

1910 року жупанія налічувала 307 010 жителів, які поділялися на такі мовні спільноти:
- хорватська: 300 033 (97,7%)
- сербська: 2 384 (0,8%)
- німецька: 1 172 (0,4%)
- угорська: 1 095 (0,4%)
- словацька: 41 (0,0%)
- руська: 0 (0,0%)
- румунська: 2 (0,0%)
- інші чи невідомі: 2 283 (0,7%)

Згідно з переписом населення 1910 р., жупанія включала такі релігійні громади:
- римокатолики: 303 038 (98,7%)
- православні серби: 2 409 (0,8%)
- юдеї: 1 341 (0,4%)
- лютерани: 114 (0,0%)
- грекокатолики: 61 (0,0%)
- кальвіністи: 42 (0,0%)
- унітаріани: 0 (0,0%)
- інше чи невідомі: 5 (0,0%)

## Адміністративний поділ
Жупанія на початку ХХ ст. мала такий адміністративно-територіальний поділ: 
| Дистрикти          | Дистрикти   |
| Район              | Столиця     |
| ------------------ | ----------- |
| Ivanec             | Іванець     |
| Klanjec            | Кланєць     |
| Krapina            | Крапина     |
| Ludbreg            | Лудбрег     |
| Novi Marof         | Новий Мароф |
| Pregrada           | Преграда    |
| Varasd             | Вараждин    |
| Zlatar             | Златар      |
| Муніципальні міста |             |
| Вараждин           |             |